# マルコ・ログ
マルコ・ログ（Marko Rog、1995年7月19日  - ）は、クロアチア・ヴァラジュディン出身のプロサッカー選手。クロアチア代表。ポジションは、ミッドフィールダー。

## クラブ経歴
地元クラブのNKヴァルテクス・ヴァラジュディンで育成され、2013-14シーズンに3部に所属していたトップチームに昇格。初年度ながら、いきなりチームトップの17ゴールを挙げた。
2014年夏、1部リーグ所属のRNKスプリトに移籍。2014年7月28日のNKイストラ1961戦で移籍後初出場。
2015年6月、NKディナモ・ザグレブに移籍。契約は5年で、移籍金はクロアチアリーグ史上最高額の500万ユーロと報じられた。2015年7月12日のハイドゥク・スプリト戦で移籍後初出場。
2016年8月29日、SSCナポリに5年契約で加入。
2019年1月29日、セビージャFCにシーズン終了までのレンタル移籍。
2019年7月17日、カリアリ・カルチョに期限付き移籍で加入。シーズン終了後、カリアリ・カルチョに完全移籍した。

## 代表歴
2014年11月12日に開催されたアルゼンチン代表との親善試合でA代表初キャップ。